# Mises Institute

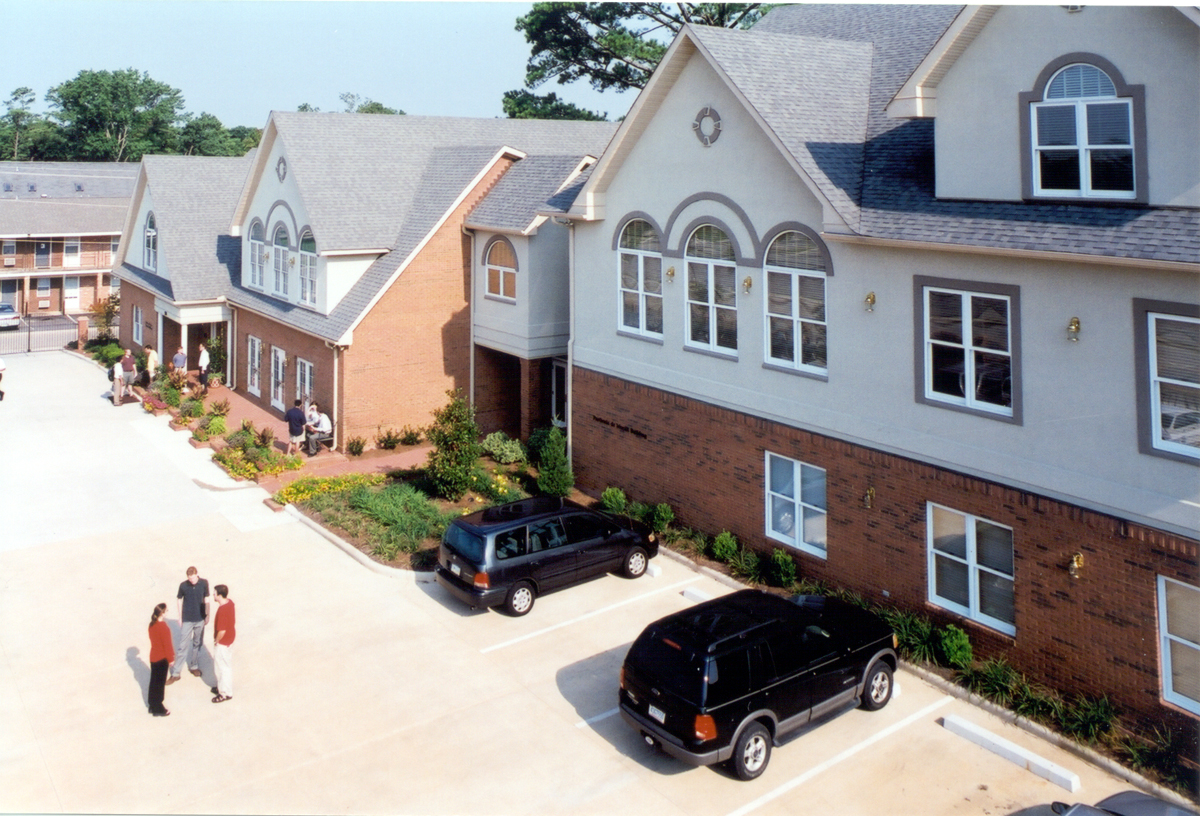
Mises Institute Campus in Auburn

Das Ludwig von Mises Institute for Austrian Economics, kurz Mises Institute, ist eine Denkfabrik und Lobbyorganisation mit Hauptsitz in Auburn, Alabama in den Vereinigten Staaten. Das Institut wurde 1982 von Lew Rockwell gegründet und ist nach Ludwig von Mises benannt, der ein Wissenschaftler der dritten Generation der österreichischen Schule der Volkswirtschaftslehre war. Es hat sich der Verbreitung und Förderung libertärer und marktradikaler Ideen verschrieben.

## Geschichte
Das Mises Institute wurde 1982 von Lew Rockwell gegründet, der nach seinem Collegestudium als Redakteur bei Arlington House Publishers tätig war und in dieser Zeit mit den Werken Ludwigs von Mises (1881–1973) vertraut wurde. Bei einem Treffen in New York City erhielt er die Unterstützung von Margit von Mises, der Witwe des Wissenschaftlers und späteren ersten Vorsitzenden des Institutsvorstands. Zu den frühen Unterstützern der neuen Institution gehörten der Politiker Ron Paul und Mises’ Schüler Murray Rothbard. Rockwell zufolge bestand die Motivation der Institutsgründung darin, die Beiträge Mises zu verbreiten, da die Gefahr bestand, dass die von Charles Koch und David Koch finanzierten libertären Institutionen die Gedanken Mises ignoriert hätten. Am Anfang gab es auch kritische Stimmen, die argumentierten, Mises sei ökonomisch zu radikal, um eine Organisation nach ihm zu benennen.
Nach 1982 wurden weltweit mehrere weitere Mises Institute gegründet. Diese Institute sind jedoch organisatorisch vom Institut in Alabama völlig unabhängig. So wurde 2001 das Mises Institute Europe mit Sitz in Brüssel eröffnet. Seit 2012 existiert zudem ein Ludwig von Mises Institut Deutschland in München. Das Mises Institut Deutschland war eng verbunden mit dem 2021 verstorbenen Unternehmer und Milliardär August von Finck junior.

## Ausrichtung und Anschauungen
Eine der vorrangigen Philosophien des Instituts ist die Mises'sche Praxeologie („Logik des menschlichen Handelns“), die davon ausgeht, dass die Wirtschaftswissenschaft deduktiv und nicht empirisch ist. Sie wurde von Mises in Anlehnung an den Methodenstreit von Carl Menger entwickelt und wendet sich gegen die mathematische Modellierung und das Testen von Hypothesen, die in der neoklassischen Wirtschaftswissenschaft zur Rechtfertigung und Überprüfung von Theorien verwendet werden. Die misesianische Ökonomie ist eine Form der heterodoxen Ökonomie und unterscheidet sich von anderen Forschern der österreichischen Tradition wie Friedrich August von Hayek und den Vertretern der George Mason University.
Politisch wird das Mises Institute in den Vereinigten Staaten mit der Libertarian Party und Politikern wie Ron Paul, der auch die Republikanische Partei vertrat, in Verbindung gebracht. Das Mises Institute unterstützt eine isolationistische Außenpolitik, die Kürzung der öffentlichen Ausgaben, den Abbau des Sozialstaats, die Senkung oder Abschaffung von Steuern, die Deregulierung der Wirtschaft und die Abschaffung der Zentralbank mit gleichzeitiger Einführung des Goldstandards. Das Institut unterstützt außerdem das Recht auf Sezession vom Zentralstaat und die Gründung freier Privatstädte. Vom Southern Poverty Law Center wurde das Institut 2000 als Teil der Neo-Konföderierten klassifiziert. Auch vertraten einige mit dem Institut in Verbindung stehende Personen rechtskonservative und verschwörungstheoretische Ansichten. Als ein Reporter der New York Times im Jahr 2014 um eine Führung durch das Institut bat, forderte Rockwell ihn auf, das Institut zu verlassen, da er „Teil des Regimes“ sei.

## Personen
Folgende namhafte Persönlichkeiten sind mit dem Mises Institute verbunden:
- Walter Block, US-amerikanischer Wirtschaftswissenschaftler
- Godfrey Bloom, britischer Politiker
- Paul Gottfried, US-amerikanischer Politikwissenschaftler und Autor
- Hans-Hermann Hoppe, deutscher Wirtschaftswissenschaftler
- Jesús Huerta de Soto, spanischer Wirtschaftswissenschaftler
- Andrew Napolitano, US-amerikanischer Jurist
- Ron Paul, US-amerikanischer Arzt und Politiker
- Rolf W. Puster, deutscher Philosoph
- Murray Rothbard, US-amerikanischer Ökonom und politischer Philosoph